# ميراب دزودزواشفيلي
ميراب دزودزواشفيلي هو لاعب كرة قدم جورجي في مركز الوسط، ولد في 4 نوفمبر 1980. لعب مع توربيدو كوتيسي وديلا غوري ونادي باكو.